# ジョシュ・ショート
ジョシュア・ショート（Joshua Short, 1987年4月1日 - ）は、アメリカ合衆国ワシントン州メアリーズビル出身の元プロ野球選手（外野手）。右投右打。NPBでは育成選手であった。

## 経歴
2005年のMLBドラフト37巡目（全体1116位）でフロリダ・マーリンズに指名されプロ入り。
2006年は怪我のためプレーせず。
2007年はルーキー級のGCLマーリンズで35試合に出場し、打率.225、4本塁打、18打点の成績を残した。
2008年3月17日にマーリンズを自由契約になった。
2009年は独立リーグ・フロンティアリーグのカラマズー・キングスに所属。58試合に出場し、打率.360、9本塁打、46打点、OPS1.006の成績を残した。
2010年は独立リーグ・ノーザンリーグのレイクカウンティ・フィールダーズに所属。100試合に出場し、打率.326、26本塁打、84打点、OPS1.010の成績を残した。シーズンオフはプエルトリコのウィンターリーグでプレー。
2011年2月に福岡ソフトバンクホークスの入団テスト及び春季キャンプに参加。3月30日、同じくテストに合格したエドガルド・バイエスとともに育成選手として入団することが発表された。
2011年はこの年設置された三軍のみでプレーし、2012年は二軍戦16試合に出場したが、打率.233、0本塁打、2打点の成績にとどまった。
2012年10月25日に来季の契約を結ばないことが発表され、10月31日に自由契約公示された。
以降はいずれのプロリーグでもプレーしていない。

## 詳細情報

### 年度別打撃成績
- 一軍公式戦出場なし

### 背番号
- 138（2011年 - 2012年）